# Marco Titinio
Marco Titinio (en latín Marcus Titinius) magister equitum del dictador Cayo Junio Bubulco Bruto, en el año 302 a. C.
La gens Titinia, de origen plebeyo, se menciona ya en el momento de los decenviros, pero nunca alcanzó una gran importancia, y ninguno de sus miembros fue elevado a la magistratura de cónsul.